# Nizina Francuska

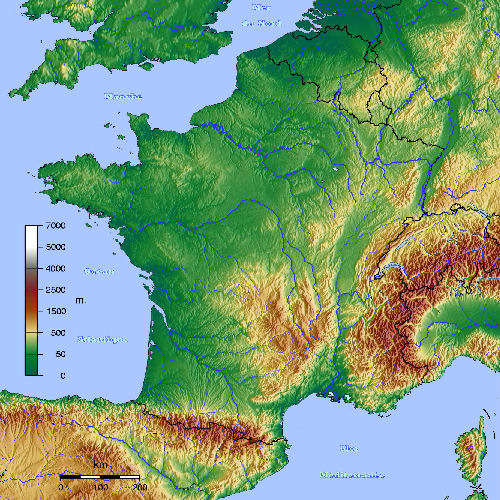
Mapa topograficzna Francji

Nizina Francuska – nizina w zachodniej Europie, w zachodniej i północnej części Francji. Nizina rozciąga się od wybrzeży Zatoki Biskajskiej do Cieśniny Kaletańskiej, a od południa ograniczają ją Pireneje, Masyw Centralny, Wogezy i Ardeny. Na jej obszarze wyróżnia się Masyw Armorykański, Basen Paryski oraz Basen Akwitański.
Główne miasta na Nizinie Francuskiej to Bordeaux, Nantes, Paryż i Tuluza. 